# Antonio Domenico Gamberini
Antonio Domenico Gamberini, italijanski duhovnik, škof in kardinal, * 31. oktober 1760, Imola, † 25. april 1841, Rim.

## Življenjepis
29. februarja 1824 je prejel duhovniško posvečenje.
19. decembra 1825 je bil imenovan za škofa Orvieta in 15. januarja 1826 je prejel škofovsko posvečenje. S tega položaja je odstopil 13. aprila 1833.
15. decembra 1828 je bil povzdignjen v kardinala in imenovan za kardinal-duhovnika S. Prassede.
18. februarja 1839 je bil imenovan za kardinal-škofa Sabine.